# Идън (община)
Община „Идън“ (на английски: Eden District) е една от шестте административни единици в област (графство) Къмбрия, регион Северозападна Англия.
Населението на общината към 2008 година е 51 900 жители разпределени в множество селища на площ от 2142 квадратни километра. Административен център на общината е град Пенрит.

## География
Община „Идън“ е разположена в източната част на област Къмбрия по границата с графствата Нортъмбърланд на североизток, Дърам на изток и Северен Йоркшър на югоизток. Общината е сред най-големите по площ общини в Англия и в същото време е сред най-слабо населените територии с гъстота малко над 24 души на квадратен километър.
На територията на „Идън“ се простира част от националния парк „Езерен район“.
Градове на територията на общината:
| град                    | на английски           | население |
| ----------------------- | ---------------------- | --------- |
| Пенрит                  | Penrith                | 14 756    |
| Алстън                  | Alston                 | 1128      |
| Ейпълбай-ин-Уестморланд | Appleby-in-Westmorland | 2500      |
| Къркбай Стивън          | Kirkby Stephen         | 1832      |